# Кристоф Волф
Кристоф Волф (на немски: Christoph Wolff, роден на 24 май 1940 г.) е германски музиколог и преподавател във Факултета по хуманитарни науки на Харвардския университет, САЩ.

## Биография
Роден е в Солинген, Германия. Учи орган и исторически клавирни инструменти, музикология и история на изкуството в Хумболтовия университет в Берлин, Университета на Ерланген и Университета „Алберт Лудвиг“ във Фрайбург. Получава диплома през 1963 г., а през 1966 г. става доктор.
Преподава история на музиката в Ерланген, Университета на Торонто, Принстънския университет и Колумбийския университет. От 1976 г. е професор по музика в Харвардския университет.
Известен е най-вече с изследванията си върху живота, музиката и епохата на Йохан Себастиан Бах. Негови книги са „Бах: Есета за неговия живот и музика“ (Кембридж, 1991), „Реквиемът на Моцарт“ (Бъркли, 1994), „Нов прочит на Бах“ (Ню Йорк, 1998) и „Йохан Себастиан Бах: многоуважаваният музикант“ (Ню Йорк, 2000). Волф преоткрива много творби на Бах (забележителните Номайстерски хорали през 1985 г.), считани дотогава за изгубени.